# باري هاوس
باري هاوس (بالإنجليزية: Barry House)‏ هو سياسي أسترالي، ولد في 27 نوفمبر 1949 في بوسلتون في أستراليا. حزبياً، نشط في الحزب الليبرالي الأسترالي. وقد انتخب رئيس المجلس التشريعي لأستراليا الغربية ‏ (22 مايو 2009 – 21 مايو 2017) وانتخب Member of the Western Australian Legislative Council ‏ عن دائرة South West Region (Western Australia) ‏ (22 مايو 1989 – 21 مايو 2017) وانتخب Member of the Western Australian Legislative Council ‏ عن دائرة South-West Province (Western Australia) ‏ (24 أكتوبر 1987 – 21 مايو 1989).